# Philophylla australina
Philophylla australina är en tvåvingeart som först beskrevs av Hardy 1951.  Philophylla australina ingår i släktet Philophylla och familjen borrflugor. Inga underarter finns listade i Catalogue of Life.